# 危険信号
『危険信号』（きけんしんごう）は、1956年11月10日から1964年4月5日までNHKテレビ → NHK総合テレビで放送されていたバラエティ番組である。番組開始から1963年3月31日放送分まではモノクロ放送、翌週4月7日からカラー放送。

## 概要
毎回一般からの参加者ペア×数組が出場していた視聴者参加型番組。回によっては、特定の職種に就いている者同士を集めての「○○さん大会」や、視聴者参加型でない「芸能人大会」を行うこともあった。
出場ペアのいずれか1人は円形に敷設された鉄道模型の線路の上にある大きな風船の前に座り、もう1人は少し離れた場所で集中力を求められるクイズやゲームなどの問題に挑戦していた。制限時間のあるゲームでは、先端に針を取り付けたおもちゃの電車が風船めがけて何回も突き進んでいくため、問題挑戦者はそのたびに解答を中断し、風船を取り上げに駆けつけなければならなかった。人が一つの事に没頭すると意識が他へ向かなくなる性質を逆手に取ったこのゲームは、その後も数多くのバラエティ番組で定番ゲームとして行われている。時間内にこなした問題の出来がそのまま出場ペアの成績となり、風船が割れた時点でゲームは終了とされた。

## 放送時間
いずれも日本標準時。
- 土曜 19:30 - 20:00 （1956年11月10日 - 1957年4月6日）
- 日曜 19:30 - 20:00 （1957年4月14日 - 1957年11月3日）
- 土曜 19:10 - 19:40 （1957年11月9日 - 1958年4月5日）
- 土曜 19:15 - 19:45 （1958年4月12日 - 1959年4月4日） - 『NHKニュース』の放送枠拡大に伴い、以後は5分繰り下げて放送。
- 金曜 19:30 - 20:00 （1959年4月17日 - 1960年4月1日）
- 日曜 18:25 - 18:50 （1960年4月10日 - 1964年4月5日） - 移動とともに放送枠が5分縮小。

## 司会
いずれも当時NHKアナウンサー。
- 木島則夫（1956年11月10日 - 1959年6月12日）
- 新藤丈夫（1959年6月19日 - 1960年8月14日）
- 小沢一郎（1960年8月21日 - 1962年4月1日）
- 金子辰雄（1962年4月8日 - 1964年4月5日）